# Petra Kirchhoff
Petra Kirchhoff ist eine deutsche Englischdidaktikerin und Hochschullehrerin.

## Leben und Wirken
Petra Kirchhoff legte 1998 das erste Staatsexamen Englisch und Deutsch für das Lehramt am Gymnasium an der Ludwig-Maximilians-Universität in München ab.  Das zweite Staatsexamen folgte im Jahr 2008. Anschließend war sie bis 2013 Akademische Rätin an der Ludwigs-Maximilians-Universität. Ab 2013 lehrte sie als Professorin für die Didaktik der englischen Sprache und Literatur an der Universität Regensburg. 2017 wurde sie Professorin für Sprachlehr- und -lernforschung Englisch an der Universität Erfurt. Seit 2023 hat sie den Lehrstuhl für Didaktik des Englischen an der Universität Augsburg inne.
Ihre Forschungsschwerpunkte sind interdisziplinäre empirische Bildungsforschung (insbesondere Professionswissen von Lehrkräften in den modernen Fremdsprachen) sowie L2-Erwerbsforschung mit Fokus auf Lesedidaktik und Forschung zum literarischen Kanon im Englischunterricht.

## Publikationen (Auswahl)
- Kirchhoff, P. (2024). Machine translation in English language teaching. ELT Journal, 78(4), 393–400.  doi:10.1093/elt/ccae034
- Lohe, V., Lindl, A. & Kirchhoff, P. (Hrsg.). (2024). Unterrichtsqualität in schulischen Fremdsprachen. Theoretische Ansätze und empirische Ergebnisse aus den Fachdidaktiken. Waxmann. doi:10.31244/9783830999201
- Schilcher, A., Krauss, S., Kirchhoff, P., Lindl, A., Hilbert, S., Asen-Molz, K., Ehras, C., Frei, M., Gaier, L., Gastl-Pischetsrieder, M.,   Gunga, E., Murmann, R., Röhrl, S., Ruck, A.‑M., Weich, M., Dittmer, A., Fricke, M., Hofmann, B., Memminger, J., . . . Thim-Maybrey, C. (2021). FALKE: Experiences from transdisciplinary educational research by fourteen disciplines. Frontiers in Education, Artikel 579982. Vorab-Onlinepublikation. doi:10.3389/feduc.2020.579982
- Kirchhoff, P. (2017). FALKO-E: Fachspezifisches professionelles Wissen von Englischlehrkräften. Entwicklung und Validierung eines domänenspezifischen Testinstruments. In S. Krauss, A. Lindl, A. Schilcher, M. Fricke, A. Göhring, B. Hofmann, P. Kirchhoff & R. Mulder (Hrsg.), Fachspezifische Lehrerkompetenzen. Konzeption von Professionswissenstests in den Fächern Deutsch, Englisch, Latein, Physik, Musik, Evangelische Religion und Pädagogik (S. 113–152). Waxmann.